# Pearland
Pearland é uma cidade localizada no estado norte-americano do Texas, nos condados Brazoria, Fort Bend e Harris.

## Demografia
Segundo o censo norte-americano de 2000, a sua população era de 37.640 habitantes.
Em 2006, foi estimada uma população de 68.305, um aumento de 30665 (81.5%).

## Geografia
De acordo com o United States Census Bureau tem uma área de 102,0 km², dos quais 101,9 km² cobertos por terra e 0,1 km² cobertos por água. Pearland localiza-se a aproximadamente 14 m acima do nível do mar.

## Localidades na vizinhança
O diagrama seguinte representa as localidades num raio de 16 km ao redor de Pearland.